# Île de Caldey
L’île de Caldey (Ynys Bŷr, en gallois) est située à 1,5 km de la côte méridionale du pays de Galles (Royaume-Uni). Elle dépend administrativement du Pembrokeshire. L’île abrite un monastère cistercien-trappiste (qui est propriétaire de toute l'île) et un village. Aujourd'hui, la communauté cistercienne de l'abbaye de Caldey, avec l'aide d'une dizaine de personnes, gère une crèmerie et une parfumerie sur l'île.

## Histoire
L’école monastique d’Ynys Bŷr est fondée au  ve siècle, dans cette île du royaume de Deheubarth, par  Illtud en qui l’on voit généralement le père du christianisme celtique. La construction d’Ynys Bŷr est considérée comme postérieure à l’autre fondation de ce religieux, le monastère de Lannilltud, plus à l’est, dans le royaume du Morgannwg.
Le nom d’Ynys Bŷr (l’île de Pŷr) vient du moine Pyro, formé à Llanilltud, qui est sans doute un des tout premiers abbés d'Ynys Bŷr, sinon le premier.

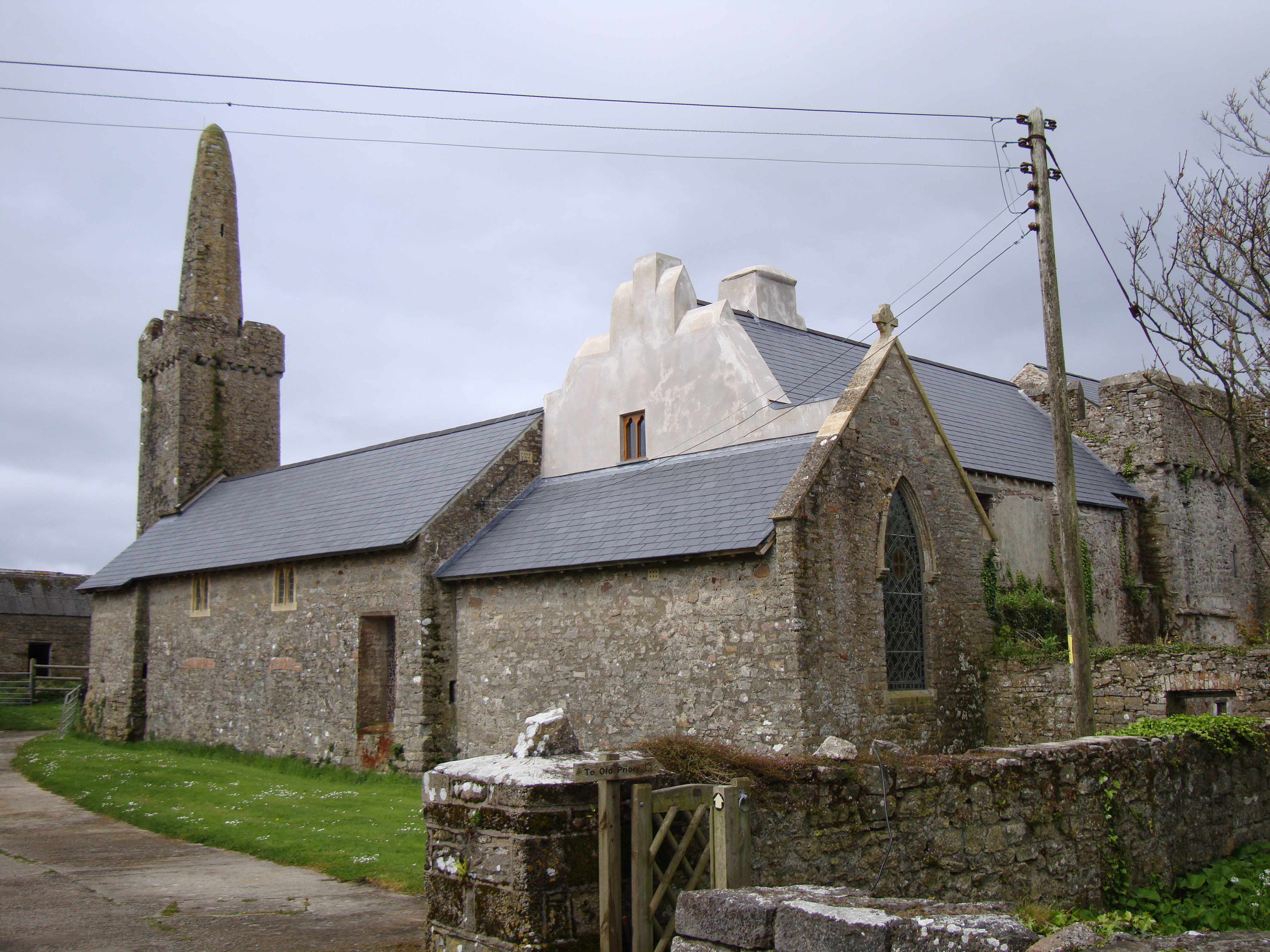
Prieuré de l'île Caldey

À l’instar de Llanilltud, l’école monastique d’Ynys Bŷr forme de nombreux moines missionnaires qui vont christianiser les pays de langue brittonique : pays de Galles, Cornouaille insulaire et Bretagne continentale. Cadoc de Llancarvan, David de Menevia, saint patron du pays de Galles, Gildas le Sage, Pol de Léon, Samson de Dol : il est difficile de départager lesquels sont formés à Llanilltud et lesquels à Ynys Bŷr.
Une mission conduite par Eanna (ou Enda), disciple d'Illtud, quitte Caldey en 490 pour aller fonder le monastère de Killeany, dans les îles d’Aran, à l’ouest de l’Irlande, terre de langue gaélique.
Le vieux monastère est détruit au Xe siècle par les Vikings. Ce sont eux qui donnent à l’île son nom actuel.
Le monastère du Ve siècle adopte vers 1136 la règle de saint Benoît et devient un prieuré de l’abbaye bénédictine de Saint-Dogmaels.
L’actuel monastère est construit en 1906 par des religieux anglicans ayant adopté la règle bénédictine.
En 1929, il est repris par des cisterciens (que l’on appelle aussi trappistes) venus de l'abbaye de Scourmont, en Belgique.